# Ute Lauterbach
Ute Lauterbach (* 19. Juli 1955 in Rüdesheim) ist eine deutsche Sachbuchautorin.

## Leben
Ute Lauterbach  wuchs in Jülich auf und machte dort 1974 das Abitur. Von 1974 bis 1980 studiert sie Philosophie und Englisch in Freiburg und Münster; dort legte sie 1980 ihr Erstes Staatsexamen ab und 1982 in Bonn die zweite Staatsprüfung. In der Folgezeit war sie als Studienrätin für Philosophie und Englisch tätig und im Jahr 1988 gründete sie in Altenkirchen ein Institut für Lebensberatung. Hier bietet sie ein Seminar- und Vortragsprogramm sowie Lebensberatung von Personen und Coaching von Firmen an. Sie veröffentlichte seitdem mehrere Bücher über das Glück und trat gelegentlich in diversen Fernsehsendungen auf.

## Veröffentlichungen (Auswahl)
- Ganz und anders. Alf Lüchow Verlag 1996.
- Spielverderber des Glücks. Mit Lust und Leichtigkeit loswerden, was uns am Glücklichsein hindert. Kösel, 2001, ISBN 3-466-30543-8.
- Raus aus dem Gedankenkarussell. Wie Sie leidige Gedanken und Grübelattacken genüsslich ins Leere laufen lassen. Kösel, 2004, ISBN 3-466-30651-5.
- LiebesErklärungen. dtv 2005, ISBN 3-423-34199-8.
- Werden Sie Ihr eigener Glückspilot. dtv 2006, ISBN 3-423-34353-2.
- Lässig scheitern. Das Erfolgsprogramm für Lebenskünstler. Kösel, 2007, ISBN 3-466-30759-7.
- Jammern mit Happy End. Kösel 2009, ISBN 3-466-30836-4.
- Wie viel weniger ist mehr?. Verlag Herder 2010, ISBN 3-451-06270-4.
- Lebenskunst auf den Punkt gebracht. Verlag Herder 2010, ISBN 3-451-07107-X.
- Das ZeitbeschaffungsBuch. Kreuz Verlag 2011, ISBN 3-451-61008-6.
- Kopf frei! 14 Tipps, wie Sie eingefahrene Kommunikationsmuster verlassen. Kösel-Verlag, 2011, ISBN 3-466-30932-8.
- Wer sich liebt, umarmt die Welt, Scorpio Verlag 2015, ISBN 978-3-95803-024-4.
- Philosophisch durchstarten zum freien Kopf, Instant-Lumen-Verlag 2019, ISBN 978-3-934486-42-3.
- Traumdeutung auf den Punkt gebracht, Scorpio Verlag 2022, ISBN 978-3-95803-404-4